# Associazione Calcio Venezia 2001-2002
Questa voce raccoglie le informazioni riguardanti l'Associazione Calcio Venezia nelle competizioni ufficiali della stagione 2001-2002.

## Stagione
Per la stagione 2001-2002 il Venezia conferma Cesare Prandelli in panchina, operando poi diverse trattative sul mercato: sono arrivati in neroverde Bressan, Algerino e Bazzani (dopo una stagione in prestito al Perugia). L'avvio di campionato risulta estremamente negativo, con i lagunari sempre sconfitti nelle prime 5 giornate del torneo. La formazione lagunare risulta l'unica a non aver ancora mosso la propria classifica e, malgrado le iniziali rassicurazioni giunte dal presidente Maurizio Zamparini, Cesare Prandelli viene esonerato. Al suo posto viene chiamato Sergio Buso, che dopo aver ottenuto un buon pareggio (1-1) sul campo del Milan si dimette subito. La panchina viene quindi affidata al sessantenne Alfredo Magni, che si prende le prime vittorie soltanto a metà dicembre con l'Udinese ed il Torino. Il destino del Venezia appare già segnato al giro di boa, concluso dalla sconfitta interna (3-4) con il Parma.
Nella seconda fase del campionato, i veneti ottengono un pareggio (1-1) contro l'Inter, agguantato grazie ad un rigore di Maniero, che all'indomani ha ammesso di non aver subìto il fallo. Giunge una vittoria (2-0) contro la Fiorentina, sorprendentemente relegata nella lotta per scampare alla retrocessione, che pesa tanto sul destino dei viola; le speranze dei neroverdi affondano definitivamente dopo il tris di sconfitte patite con Piacenza, Milan e Lazio. La discesa aritmetica è sancita dalla battuta d'arresto (2-1) in casa del Lecce, con 5 giornate ancora in calendario. Il campionato vede i lagunari classificarsi all'ultimo posto, con solo 18 punti e scende in Serie B assieme a Fiorentina, Lecce e Verona. Notevole il contributo di 19 reti, offerto in questa difficile stagione del Venezia, da parte di Filippo Maniero.
Nella Coppa Italia gli arancioneroverdi lagunari disputano il girone 2 di qualificazione, che ha promosso il Como, pur chiudendo il girone imbattuti, con una vittoria e due pareggi.

## Rosa
Rosa tratta dal sito ufficiale.
| N. |                         | Ruolo | Calciatore             |
| -- | ----------------------- | ----- | ---------------------- |
| 19 | Italia (bandiera)       | P     | Generoso Rossi         |
| 1  | Italia (bandiera)       | P     | Pierluigi Brivio       |
| 29 | Italia (bandiera)       | P     | Francesco Bison        |
|    | Italia (bandiera)       | P     | Alessio Bandieri       |
| 3  | Italia (bandiera)       | D     | Stefano Bettarini      |
| 18 | Brasile (bandiera)      | D     | Fábio Bilica           |
| 15 | Sierra Leone (bandiera) | D     | Kewullay Conteh        |
| 24 | Svezia (bandiera)       | D     | Joachim Björklund      |
| 23 | Italia (bandiera)       | D     | Simone Pavan           |
| 31 | Italia (bandiera)       | D     | William Viali          |
| 22 | Francia (bandiera)      | D     | Jimmy Algerino         |
| 6  | Croazia (bandiera)      | D     | Mario Cvitanović       |
| 2  | Italia (bandiera)       | D     | Patrizio Balleello     |
|    | Paraguay (bandiera)     | D     | Paulo da Silva Barrios |
|    | Paraguay (bandiera)     | D     | Rubén Maldonado        |
| 8  | Italia (bandiera)       | C     | Antonio Marasco        |
| 26 | Svezia (bandiera)       | C     | Daniel Andersson       |

| N. |                      | Ruolo | Calciatore              |
| -- | -------------------- | ----- | ----------------------- |
| 16 | Italia (bandiera)    | C     | Ivone De Franceschi     |
| 30 | Italia (bandiera)    | C     | Mauro Bressan           |
| 11 | Italia (bandiera)    | C     | Fabian Natale Valtolina |
| 13 | Italia (bandiera)    | C     | Ighli Vannucchi         |
| 5  | Uruguay (bandiera)   | C     | Pablo García            |
| 4  | Croazia (bandiera)   | C     | Tomislav Rukavina       |
| 14 | Italia (bandiera)    | C     | Stefano Morrone         |
| 20 | Argentina (bandiera) | C     | Mario Alberto Santana   |
| 7  | Svezia (bandiera)    | C     | Valentino Lai           |
| 25 | Argentina (bandiera) | C     | Matías Donnet           |
| 14 | Camerun (bandiera)   | C     | Frank Oliver Ongfiang   |
| 7  | Italia (bandiera)    | C     | Mariano Sotgia          |
| 9  | Italia (bandiera)    | A     | Filippo Maniero         |
| 10 | Italia (bandiera)    | A     | Arturo Di Napoli        |
| 28 | Uruguay (bandiera)   | A     | Federico Magallanes     |
| 21 | Croazia (bandiera)   | A     | Igor Budan              |
| 20 | Italia (bandiera)    | A     | Fabio Bazzani           |

## Risultati

### Serie A

#### Girone di andata
| Arbitro: | Bertini (Arezzo) |

|                                       |           |  |
| Trezeguet 10’, 11’ Del Piero 44’, 81’ | Marcatori |  |

| Arbitro: | Messina (Bergamo) |

|  |           |              |
|  | Marcatori | 67’ Salvetti |

| Arbitro: | Rosetti (Torino) |

|                                 |           |             |
| Kallon 75’ (rig.) Adriano 90+3’ | Marcatori | 89’ Maniero |

| Arbitro: | Trefoloni (Siena) |

|  |           |             |
|  | Marcatori | 90+2’ Zauli |

| Arbitro: | Bolognino (Milano) |

|                               |           |             |
| Chiesa 5’ Nuno Gomes 67’, 88’ | Marcatori | 84’ Maniero |

| Arbitro: | Paparesta (Bari) |

|                            |           |                             |
| Maniero 34’ Magallanes 58’ | Marcatori | 54’ Gautieri 81’, 83’ Poggi |

| Arbitro: | Cesari (Genova) |

|                |           |             |
| Shevchenko 44’ | Marcatori | 61’ Maniero |

| Venezia 21 ottobre 2001, ore 15:00 8ª giornata | Venezia          | 0 – 0 referto | Lazio | Stadio Pierluigi Penzo\| Arbitro: \| Rosetti (Torino) \| |
| Arbitro:                                       | Rosetti (Torino) |               |       |                                                          |

| Arbitro: | Pieri (Genova) |

|                                    |           |                                   |
| R. Baggio 50’ (rig.) Toni 63’, 80’ | Marcatori | 56’ Magallanes 86’ (rig.) Maniero |

| Venezia 3 novembre 2001, ore 20:30 10ª giornata | Venezia          | 0 – 0 referto | Chievo | Stadio Pierluigi Penzo\| Arbitro: \| Rosetti (Torino) \| |
| Arbitro:                                        | Rosetti (Torino) |               |        |                                                          |

| Arbitro: | Palmieri (Cosenza) |

|                |           |  |
| F. Rossini 30’ | Marcatori |  |

| Arbitro: | Racalbuto (Gallarate) |

|               |           |           |
| Di Napoli 59’ | Marcatori | 72’ Konan |

| Arbitro: | Bolognino (Milano) |

|             |           |  |
| Fuser 90+1’ | Marcatori |  |

| Arbitro: | Treossi (Forlì) |

|                       |           |  |
| Vryzas 45’ Rezaei 80’ | Marcatori |  |

| Arbitro: | Morganti (Ascoli Piceno) |

|                           |           |              |
| Maniero 40’ Valtolina 76’ | Marcatori | 67’ Helguera |

| Arbitro: | Cassarà (Palermo) |

|             |           |                    |
| Comotto 63’ | Marcatori | 14’, 90+3’ Maniero |

| Arbitro: | De Santis (Tivoli) |

|                                      |           |                                       |
| Bettarini 5’ Maniero 45’ (rig.), 89’ | Marcatori | 19’, 24’, 90+2’ Di Vaio 38’ Bonazzoli |

#### Girone di ritorno
| Arbitro: | Gabriele (Frosinone) |

|                |           |                          |
| Magallanes 59’ | Marcatori | 6’ Trezeguet 76’ Iuliano |

| Arbitro: | Ayroldi (Molfetta) |

|                      |           |  |
| Bjorklund 16’ (aut.) | Marcatori |  |

| Arbitro: | Rodomonti (Teramo) |

|                    |           |              |
| Maniero 71’ (rig.) | Marcatori | 28’ C. Vieri |

| Arbitro: | Ayroldi (Molfetta) |

|              |           |             |
| Bellucci 60’ | Marcatori | 24’ Maniero |

| Arbitro: | Rosetti (Torino) |

|                            |           |  |
| Magallanes 18’ Maniero 54’ | Marcatori |  |

| Arbitro: | Morganti (Ascoli Piceno) |

|                                                   |           |  |
| Gautieri 7’ Hubner 32’, 36’ Di Francesco 46’, 68’ | Marcatori |  |

| Arbitro: | Trentalange (Torino) |

|             |           |                                             |
| Maniero 16’ | Marcatori | 12’ Kaladze 67’, 81’ Javi Moreno 75’ Contra |

| Arbitro: | Morganti (Ascoli Piceno) |

|                                      |           |                           |
| Crespo 24’, 45+1’, 75’ Pancaro 45+2’ | Marcatori | 68’ Bettarini 73’ Maniero |

| Arbitro: | Trentalange (Torino) |

|                |           |                               |
| Magallanes 23’ | Marcatori | 56’ (rig.) Giunti 59’ Salgado |

| Arbitro: | Cassarà (Palermo) |

|                   |           |                  |
| Corini 63’ (rig.) | Marcatori | 6’ (aut.) Corini |

| Arbitro: | Ayroldi (Molfetta) |

|  |           |                |
|  | Marcatori | 86’ F. Rossini |

| Arbitro: | Dondarini (Finale Emilia) |

|                             |           |               |
| Giacomazzi 6’ Chevanton 63’ | Marcatori | 57’ Balleello |

| Arbitro: | Collina (Viareggio) |

|                               |           |                          |
| Maniero 16’ De Franceschi 35’ | Marcatori | 87’ (rig.), 90’ Montella |

| Arbitro: | Rizzoli (Bologna) |

|  |           |                         |
|  | Marcatori | 36’ Baiocco 40’ Bazzani |

| Arbitro: | Trentalange (Torino) |

|                    |           |  |
| Pizarro 31’ (rig.) | Marcatori |  |

| Arbitro: | Dattilo (Locri) |

|                   |           |               |
| Maniero 7’ (rig.) | Marcatori | 90+3’ Galante |

| Arbitro: | Bertini (Arezzo) |

|                               |           |            |
| Di Vaio 44’ (rig.) Micoud 80’ | Marcatori | 7’ Maniero |

### Coppa Italia

#### Girone 2
| Arbitro: | Gabriele (Frosinone) |

|           |           |               |
| Strada 5’ | Marcatori | 85’ Di Napoli |

| Arbitro: | Dondarini (Finale Emilia) |

|                          |           |  |
| Di Napoli 4’ Maniero 74’ | Marcatori |  |

| Arbitro: | Borriello (Mantova) |

|              |           |             |
| Oliveira 22’ | Marcatori | 25’ Bazzani |

## Statistiche

### Statistiche di squadra
| Competizione | Punti | In casa | In casa | In casa | In casa | In casa | In casa | In trasferta | In trasferta | In trasferta | In trasferta | In trasferta | In trasferta | Totale | Totale | Totale | Totale | Totale | Totale | DR  |
| Competizione | Punti | G       | V       | N       | P       | Gf      | Gs      | G            | V            | N            | P            | Gf           | Gs           | G      | V      | N      | P      | Gf     | Gs     | DR  |
| ------------ | ----- | ------- | ------- | ------- | ------- | ------- | ------- | ------------ | ------------ | ------------ | ------------ | ------------ | ------------ | ------ | ------ | ------ | ------ | ------ | ------ | --- |
| Serie A      | 18    | 17      | 2       | 6       | 9       | 17      | 26      | 17           | 1            | 3            | 13           | 13           | 35           | 34     | 3      | 9      | 22     | 30     | 61     | −31 |
| Coppa Italia |       | 1       | 1       | 0       | 0       | 2       | 0       | 2            | 0            | 2            | 0            | 2            | 2            | 3      | 1      | 2      | 0      | 4      | 2      | 2   |
| Totale       |       | 18      | 3       | 6       | 9       | 19      | 26      | 19           | 1            | 5            | 13           | 15           | 37           | 37     | 4      | 11     | 22     | 34     | 63     | −29 |